# Get-A-Way
A Get-A-Way a német Maxx nevű eurodance duó debütáló kislemeze a To The Maxximum című 1994-ben megjelent albumról. A dal 1993 októberében jelent meg, és 11. helyezést ért el Németországban, 5. lett az Egyesült Királyságban, Ausztriában, Svédországban és Hollandiában. Top 10-es sláger volt Svájcban és Norvégiában is. Később a dal arany státuszt kapott az eladások alapján Németországban, és ezüstöt az angol eladásokért, melyek megközelítették a 200.000 darabszámot. A kislemezből Európa szerte 1.1 millió darabot értékesítettek.

## Előzmények
A Get-A-Way eredetileg Gary B. rapper és Samira Basic énekesnőből állt. A videóklipben Alice Montana látható, de nem ő énekel, hanem Samira Basic. Később új énekesnő érkezett a csapatba Linda Meek aki már a következő dalban vokálozik, és a videóklipben is ő látható.

## Megjelenések
12"  Egyesült Királyság Pulse-8 Records – 12 LOSE 59
- A1	Get-A-Way (Original Club Mix) - 5:38
- A2	Get-A-Way (Piano Mix) - 4:59
- B1	Get-A-Way (Red Jerry Mix) - 5:39
- B2	Get-A-Way (Red Jerry Dub) - 7:07

12" (Remixes)  Németország Blow Up – INT 125.636
- A	Get-A-Way (2AM Club Mix) - 5:21
- B1	Get-A-Way (Piano Remix) - 4:59
- B2	Get-A-Way (Naked Eye Radio Mix) - 4:01

### Slágerlista
| Slágerlista (1993-1994)                          | Legmagasabb helyezés |
| ------------------------------------------------ | -------------------- |
| Ausztrália (ARIA)                                | 196                  |
| Ausztria (Ö3 Austria Top 40)                     | 3                    |
| Belgium (VRT Top 30 Flanders)                    | 8                    |
| Canada Dance (RPM)                               | 3                    |
| Dánia (Tracklisten)                              | 4                    |
| Finnország (Suomen virallinen lista)             | 5                    |
| Franciaország (SNEP)                             | 15                   |
| Németország (Media Control Charts)               | 11                   |
| Írország (IRMA)                                  | 8                    |
| Hollandia (Dutch Top 40)                         | 3                    |
| Norvégia (VG-lista)                              | 8                    |
| Svédország (Sverigetopplistan)                   | 3                    |
| Svájc (Schweizer Hitparade)                      | 8                    |
| Egyesült Királyság (The Official Charts Company) | 4                    |

|

### Díjak, eladások
| Ország             | Díjak | Dátum            | Eladások |
| ------------------ | ----- | ---------------- | -------- |
| Németország        | Arany | 1994             | 250,000  |
| Egyesült Királyság | Ezüst | 1994 augusztus 1 | 200,000  |